# Promozione Lombardia 1977-1978
Nella stagione 1977-1978 la Promozione era il quinto livello del calcio italiano (il massimo livello regionale). Qui vi sono le statistiche relative al campionato in Lombardia.
Il campionato è strutturato in vari gironi all'italiana su base regionale, gestiti dai Comitati Regionali di competenza. Promozioni alla categoria superiore e retrocessioni in quella inferiore non erano sempre omogenee; erano quantificate all'inizio del campionato dal Comitato Regionale secondo le direttive stabilite dalla Lega Nazionale Dilettanti, ma flessibili, in relazione al numero delle società retrocesse dalla Serie D e perciò, a seconda delle varie situazioni regionali, la fine del campionato poteva avere degli spareggi sia di promozione che di retrocessione.

## Girone A

### Squadre partecipanti
| Club                 | Città                   |
| -------------------- | ----------------------- |
| A.C. Angera Calcio   | Angera (VA)             |
| A.C. Ardita Como     | Como (CO)               |
| A.C. Besnatese       | Besnate (VA)            |
| U.S. Besozzo         | Besozzo (VA)            |
| U.S. Caronnese       | Caronno Pertusella (VA) |
| A.C. Cesano Maderno  | Cesano Maderno (MI)     |
| Erbese Calcio        | Erba (CO)               |
| S.G. Gallaratese     | Gallarate (VA)          |
| S.C. Lainatese       | Lainate (MI)            |
| A.C. Meda 1913       | Meda (MI)               |
| G.S. Mobilgirgi      | Cantù (CO)              |
| U.S. Morbegnese      | Morbegno (SO)           |
| S.C. Rovellasca 1910 | Rovellasca (CO)         |
| Sant’Andrea Calcio   | Cocquio Trevisago (VA)  |
| F.C. Saronno         | Saronno (VA)            |
| A.S. Vergiatese      | Vergiate (VA)           |

### Classifica finale
|  | Pos. | Squadra            | Pt | G  | V  | N  | P  | GF | GS | DR  |
|  | ---- | ------------------ | -- | -- | -- | -- | -- | -- | -- | --- |
|  | 1.   | Rovellasca         | 41 | 30 | 16 | 9  | 5  | 66 | 22 | 44  |
|  | 2.   | Gallaratese        | 35 | 30 | 13 | 9  | 8  | 43 | 22 | 21  |
|  | 3.   | Saronno            | 34 | 30 | 14 | 6  | 10 | 39 | 25 | 14  |
|  | 3.   | Meda               | 34 | 30 | 15 | 4  | 11 | 38 | 26 | 12  |
|  | 3.   | Ardita Como        | 34 | 30 | 14 | 6  | 10 | 46 | 35 | 11  |
|  | 6.   | Sant'Andrea Calcio | 33 | 30 | 15 | 3  | 12 | 50 | 26 | 24  |
|  | 7.   | Besozzo            | 31 | 30 | 15 | 1  | 14 | 25 | 19 | 6   |
|  | 8.   | Vergiatese         | 30 | 30 | 13 | 4  | 13 | 34 | 28 | 6   |
|  | 8.   | Angera Calcio      | 30 | 30 | 9  | 12 | 9  | 45 | 41 | 4   |
|  | 10.  | Besnatese          | 29 | 30 | 9  | 11 | 10 | 32 | 31 | 1   |
|  | 11.  | Caronnese          | 28 | 30 | 12 | 4  | 14 | 26 | 45 | -19 |
|  | 12.  | Mobilgirgi         | 27 | 30 | 9  | 9  | 12 | 36 | 45 | -9  |
|  | 13.  | Morbegnese         | 26 | 30 | 10 | 6  | 14 | 37 | 56 | -19 |
|  | 14.  | Cesano Maderno     | 24 | 30 | 12 | 0  | 18 | 27 | 48 | -21 |
|  | 14.  | Erbese Calcio      | 24 | 30 | 10 | 4  | 16 | 24 | 59 | -35 |
|  | 16.  | Lainatese          | 20 | 30 | 6  | 8  | 16 | 31 | 71 | -40 |

Legenda:
      Ammesso agli spareggi per la promozione in Serie D.
  Va agli spareggi retrocessione.
      Retrocesso in Prima Categoria 1978-1979.
Regolamento:
Due punti a vittoria, uno a pareggio, zero a sconfitta.
A pari punti era in vigore il pari merito.
Differenza reti generale per stabilire le retrocessioni in caso di pari punti.

## Girone B

### Squadre partecipanti
| Club                  | Città                      |
| --------------------- | -------------------------- |
| Pol. Albinese         | Albino (BG)                |
| Pol. Almè             | Almè (BG)                  |
| U.S. C.G. Bellusco    | Bellusco (MI)              |
| A.C. Biassono S.p.A.  | Biassono (MI)              |
| U.S. Brembillese      | Brembilla (BG)             |
| A.C. Calolziocorte    | Calolziocorte (BG)         |
| U.S. Casatese         | Casatenovo (CO)            |
| A.C. Cernusco         | Cernusco sul Naviglio (MI) |
| G.S. Concorezzese     | Concorezzo (MI)            |
| S.S. Dalmine          | Dalmine (BG)               |
| A.S.C. Leffe          | Leffe (BG)                 |
| A.C. Muggiò           | Muggiò (MI)                |
| U.S. Ponte San Pietro | Ponte San Pietro (BG)      |
| S.S. Pro Lissone      | Lissone (MI)               |
| U.S. Stezzanese       | Stezzano (BG)              |
| A.C. Verdello         | Verdello (BG)              |

### Classifica finale
|  | Pos. | Squadra          | Pt | G  | V  | N  | P  | GF | GS | DR  |
|  | ---- | ---------------- | -- | -- | -- | -- | -- | -- | -- | --- |
|  | 1.   | Casatese         | 43 | 30 | 17 | 9  | 4  | 39 | 19 | +20 |
|  | 2.   | Leffe            | 42 | 30 | 16 | 10 | 4  | 48 | 24 | +24 |
|  | 3.   | Albinese         | 35 | 30 | 12 | 11 | 7  | 28 | 18 | +10 |
|  | 4.   | Dalmine          | 33 | 30 | 11 | 11 | 8  | 26 | 20 | +6  |
|  | 4.   | Cernusco         | 33 | 30 | 13 | 7  | 10 | 29 | 25 | +4  |
|  | 6.   | Stezzanese       | 31 | 30 | 10 | 11 | 9  | 39 | 31 | +8  |
|  | 6.   | Brembillese      | 31 | 30 | 11 | 9  | 10 | 28 | 29 | -1  |
|  | 6.   | Almè             | 31 | 30 | 11 | 9  | 10 | 24 | 29 | -5  |
|  | 9.   | Calolziocorte    | 30 | 30 | 8  | 14 | 8  | 30 | 28 | +2  |
|  | 10.  | Biassono         | 29 | 30 | 9  | 11 | 10 | 31 | 33 | -2  |
|  | 10.  | Concorezzese     | 29 | 30 | 6  | 17 | 7  | 25 | 35 | -10 |
|  | 12.  | Verdello         | 27 | 30 | 8  | 11 | 11 | 24 | 25 | -1  |
|  | 13.  | Muggiò           | 26 | 30 | 10 | 6  | 14 | 38 | 43 | -5  |
|  | 14.  | Ponte San Pietro | 26 | 30 | 8  | 10 | 12 | 25 | 31 | -6  |
|  | 15.  | C.G. Bellusco    | 19 | 30 | 4  | 11 | 15 | 22 | 42 | -20 |
|  | 16.  | Pro Lissone      | 15 | 30 | 4  | 7  | 19 | 23 | 47 | -24 |

Legenda:
      Ammesso agli spareggi per la promozione in Serie D.
  Va agli spareggi retrocessione.
      Retrocesso in Prima Categoria 1978-1979.
Regolamento:
Due punti a vittoria, uno a pareggio, zero a sconfitta.
A pari punti era in vigore il pari merito.
Differenza reti generale per stabilire le retrocessioni in caso di pari punti.

## Girone C

### Squadre partecipanti
| Club                  | Città                           |
| --------------------- | ------------------------------- |
| A.S. Capriolo         | Capriolo (BS)                   |
| U.S. Caravaggio       | Caravaggio (BG)                 |
| A.C. Carpenedolo      | Carpenedolo (BS)                |
| A.C. Castelleonese    | Castelleone (CR)                |
| A.C. Castiglione      | Castiglione delle Stiviere (MN) |
| A.C. Codogno          | Codogno (MI)                    |
| A.C. Crema            | Crema (CR)                      |
| U.S. Darfo Boario     | Darfo Boario Terme (BS)         |
| A.S. Erminio Giana    | Gorgonzola (MI)                 |
| A.C. Feralpi Lonato   | Lonato (BS)                     |
| A.C. Lumezzane        | Lumezzane (BS)                  |
| A.S. Ospitaletto      | Ospitaletto (BS)                |
| A.C. Pro Palazzolo    | Palazzolo sull'Oglio (BS)       |
| A.S. Rivoltana Calcio | Rivolta d'Adda (CR)             |
| G.S. Rovato           | Rovato (BS)                     |
| U.S. Soresinese S.p.a | Soresina (CR)                   |

### Classifica finale
|  | Pos. | Squadra           | Pt | G  | V  | N  | P  | GF | GS | DR  |
|  | ---- | ----------------- | -- | -- | -- | -- | -- | -- | -- | --- |
|  | 1.   | Soresinese        | 46 | 30 | 20 | 6  | 4  | 45 | 15 | +30 |
|  | 2.   | Crema             | 39 | 30 | 12 | 15 | 3  | 37 | 20 | +17 |
|  | 3.   | Rovato            | 37 | 30 | 12 | 13 | 5  | 36 | 23 | +13 |
|  | 4.   | Carpenedolo       | 34 | 30 | 12 | 10 | 8  | 44 | 26 | +18 |
|  | 4.   | Lumezzane         | 34 | 30 | 12 | 10 | 8  | 27 | 25 | +2  |
|  | 6.   | Ospitaletto       | 33 | 30 | 12 | 9  | 9  | 34 | 24 | +10 |
|  | 7.   | Darfo Boario      | 30 | 30 | 9  | 12 | 9  | 34 | 32 | +2  |
|  | 7.   | Codogno           | 30 | 30 | 9  | 12 | 9  | 37 | 33 | +4  |
|  | 9.   | Capriolo          | 29 | 30 | 8  | 13 | 9  | 18 | 23 | -5  |
|  | 10.  | Pro Palazzolo     | 27 | 30 | 10 | 7  | 13 | 34 | 34 | 0   |
|  | 10.  | Feralpi Lonato    | 27 | 30 | 11 | 5  | 14 | 26 | 35 | -9  |
|  | 12.  | Caravaggio C.S.I. | 26 | 30 | 7  | 12 | 11 | 29 | 39 | -10 |
|  | 13.  | Rivoltana         | 25 | 30 | 6  | 13 | 11 | 25 | 36 | -11 |
|  | 14.  | Castiglione       | 25 | 30 | 8  | 9  | 13 | 27 | 43 | -16 |
|  | 15.  | Castelleonese     | 23 | 30 | 6  | 11 | 13 | 26 | 34 | -8  |
|  | 16.  | Erminio Giana     | 15 | 30 | 2  | 11 | 17 | 21 | 58 | -37 |

Legenda:
      Ammesso agli spareggi per la promozione in Serie D.
  Va agli spareggi retrocessione.
      Retrocesso in Prima Categoria 1978-1979.
Regolamento:
Due punti a vittoria, uno a pareggio, zero a sconfitta.
A pari punti era in vigore il pari merito.
Differenza reti generale per stabilire le retrocessioni in caso di pari punti.

## Girone D

### Squadre partecipanti
| Club                       | Città                         |
| -------------------------- | ----------------------------- |
| G.S. Castanese             | Castano Primo (MI)            |
| F.C. Casteggio 1898        | Casteggio (PV)                |
| A.C. Castellana            | Castel San Giovanni (PC)      |
| U.S. Fiorenzuola           | Fiorenzuola d'Arda (PC)       |
| A.C. Magenta               | Magenta (MI)                  |
| Pol. Medese                | Mede (PV)                     |
| A.C. Milanese Libertas     | Milano (MI)                   |
| U.S. Mortara               | Mortara (PV)                  |
| U.S. Pontolliese           | Ponte dell'Olio (PC)          |
| U.S. Portalberese          | Portalbera (PV)               |
| A.S. Robbio                | Robbio (PV)                   |
| Pol. Santacristinese       | Santa Cristina e Bissone (PV) |
| S.G. Stradellina Primavera | Stradella (PV)                |
| U.S. Vigor Carpaneto       | Carpaneto Piacentino (PC)     |
| C.S. Vittuone              | Vittuone (MI)                 |
| A.C. Vogherese             | Voghera (PV)                  |

### Classifica finale
|  | Pos. | Squadra                | Pt | G  | V  | N  | P  | GF | GS | DR  |
|  | ---- | ---------------------- | -- | -- | -- | -- | -- | -- | -- | --- |
|  | 1.   | Vogherese              | 49 | 30 | 21 | 7  | 2  | 65 | 22 | +43 |
|  | 2.   | Robbio                 | 39 | 30 | 14 | 11 | 5  | 37 | 32 | +5  |
|  | 3.   | Medese                 | 37 | 30 | 11 | 15 | 4  | 40 | 25 | +15 |
|  | 3.   | Casteggio 1898         | 37 | 30 | 10 | 17 | 3  | 36 | 22 | +14 |
|  | 3.   | Fiorenzuola            | 37 | 30 | 13 | 11 | 6  | 36 | 25 | +11 |
|  | 6.   | Portalberese           | 34 | 30 | 11 | 12 | 7  | 36 | 27 | +9  |
|  | 7.   | Magenta                | 30 | 30 | 9  | 12 | 9  | 25 | 24 | +15 |
|  | 8.   | Stradellina Primavera  | 27 | 30 | 7  | 13 | 10 | 28 | 30 | -2  |
|  | 8.   | Vigor Carpaneto        | 27 | 30 | 8  | 11 | 11 | 25 | 31 | -6  |
|  | 8.   | Pontolliese            | 27 | 30 | 7  | 13 | 10 | 35 | 45 | -10 |
|  | 11.  | Milanese Libertas 1920 | 25 | 30 | 3  | 19 | 8  | 22 | 30 | -8  |
|  | 11.  | Vittuone               | 25 | 30 | 5  | 15 | 10 | 32 | 40 | -8  |
|  | 13.  | Mortara                | 24 | 30 | 6  | 12 | 12 | 27 | 40 | -13 |
|  | 14.  | Castanese              | 24 | 30 | 9  | 6  | 15 | 28 | 43 | -15 |
|  | 15.  | Castellana             | 21 | 30 | 4  | 13 | 13 | 20 | 30 | -10 |
|  | 16.  | Santacristinese        | 17 | 30 | 3  | 11 | 16 | 23 | 49 | -26 |

Legenda:
      Ammesso agli spareggi per la promozione in Serie D.
  Va agli spareggi retrocessione.
      Retrocesso in Prima Categoria 1978-1979.
Regolamento:
Due punti a vittoria, uno a pareggio, zero a sconfitta.
A pari punti era in vigore il pari merito.
Differenza reti generale per stabilire le retrocessioni in caso di pari punti.

## Spareggi promozione
|            | Risultati |            | Luogo e data                        |  |
| ---------- | --------- | ---------- | ----------------------------------- |  |
| Soresinese | 0 - 0     | Rovellasca | Bergamo, 4 giugno 1978              |  |
| Vogherese  | 1 - 0     | Casatese   | Vigevano, 4 giugno 1978             |  |
|            |           |            |                                     |  |
| Soresinese | 0 - 2     | Casatese   | Romano di Lombardia, 11 giugno 1978 |  |
| Vogherese  | 2 - 0     | Rovellasca | Pavia, 11 giugno 1978               |  |
|            |           |            |                                     |  |
| Soresinese | 3 - 1     | Vogherese  | Piacenza, 18 giugno 1978            |  |
| Casatese   | 3 - 0     | Rovellasca | Desio, 18 giugno 1978               |  |
|            |           |            |                                     |  |

### Classifica finale
|  | Pos. | Squadra    | Pt | G | V | N | P | GF | GS | DR |
|  | ---- | ---------- | -- | - | - | - | - | -- | -- | -- |
|  | 1.   | Casatese   | 4  | 3 | 2 | 0 | 1 | 5  | 1  | +4 |
|  | 1.   | Vogherese  | 4  | 3 | 2 | 0 | 1 | 4  | 3  | +1 |
|  | 3.   | Soresinese | 3  | 3 | 1 | 1 | 1 | 3  | 3  | 0  |
|  | 4.   | Rovellasca | 1  | 3 | 0 | 1 | 2 | 0  | 5  | -5 |

Legenda:
      Promosso in Serie D 1978-1979.
Regolamento:
Due punti a vittoria, uno a pareggio, zero a sconfitta.
A pari punti era in vigore il pari merito.

## Spareggi retrocessione
Poiché sono state retrocesse dalla Serie D tre squadre (Trevigliese, Falck Vobarno e Melzo) contro due promosse (Casatese e Vogherese) in promozione deve essere lasciato un posto vacante per inserire la terza retrocedente dalla Serie D: viene così retrocessa dalla Promozione una squadra in più fra le quart'ultime mediante spareggi.
|            | Risultati |            | Luogo e data                     |  |
| ---------- | --------- | ---------- | -------------------------------- |  |
| Muggiò     | 4 - 1     | Morbegnese | Civate, 4 giugno 1978            |  |
| Rivoltana  | 1 - 1     | Mortara    | Abbiategrasso, 4 giugno 1978     |  |
|            |           |            |                                  |  |
| Morbegnese | 0 - 1     | Rivoltana  | Merone, 7 giugno 1978            |  |
| Muggiò     | 1 - 2     | Mortara    | Parabiago, 7 giugno 1978         |  |
|            |           |            |                                  |  |
| Mortara    | 3 - 0     | Morbegnese | Trezzo sull'Adda, 11 giugno 1978 |  |
| Rivoltana  | 1 - 1     | Muggiò     | Dalmine, 11 giugno 1978          |  |
|            |           |            |                                  |  |

### Classifica finale
|  | Pos. | Squadra    | Pt | G | V | N | P | GF | GS | DR |
|  | ---- | ---------- | -- | - | - | - | - | -- | -- | -- |
|  | 1.   | Mortara    | 5  | 3 | 2 | 1 | 0 | 6  | 2  | +4 |
|  | 2.   | Rivoltana  | 4  | 3 | 1 | 2 | 0 | 3  | 2  | +1 |
|  | 3.   | Muggiò     | 3  | 3 | 1 | 1 | 1 | 6  | 4  | +2 |
|  | 4.   | Morbegnese | 0  | 3 | 0 | 0 | 3 | 1  | 8  | -7 |

Legenda:
      Retrocesso in Prima Categoria 1983-1984.
Regolamento:
Due punti a vittoria, uno a pareggio, zero a sconfitta.
A pari punti era in vigore il pari merito.
Differenza reti generale per stabilire le retrocessioni in caso di pari punti.